# Bilan saison par saison du Lille Métropole Basket
Cet article présente le bilan du Lille Métropole Basket saison par saison.

## Saison par saison
| Saison    | Championnat       | Championnat | Championnat | Championnat | Championnat     | Coupe de France | Autres compétitions              | Autres compétitions             |
| Saison    | Division          | Classement  | Classement  | Classement  | Bilan           | Coupe de France | Compétition                      | Résultat                        |
| Saison    | Division          | Gen         | Off         | Def         | Bilan           | Coupe de France | Compétition                      | Résultat                        |
| --------- | ----------------- | ----------- | ----------- | ----------- | --------------- | --------------- | -------------------------------- | ------------------------------- |
| 2008-2009 | NM1 (2008-2009)   | 1er         | 8e          | 1e          | 28v - 6d (82%)  |                 |                                  |                                 |
| 2009-2010 | Pro B (2009-2010) | 3e          | 11e         | 7e          | 22v - 12d (65%) | 8e de finale    | Playoffs Pro B                   | Quart de finale                 |
| 2010-2011 | Pro B (2010-2011) | 15e         | 17e         | 2e          | 14v - 20d (41%) | 32e de finale   |                                  |                                 |
| 2011-2012 | Pro B (2011-2012) | 11e         | 14e         | 4e          | 16v - 18d (47%) | 32e de finale   |                                  |                                 |
| 2012-2013 | Pro B (2012-2013) | 11e         | 13e         | 6e          | 17v - 17d (50%) | 8e de finale    |                                  |                                 |
| 2013-2014 | Pro B (2013-2014) | 16e         | 8e          | 13e         | 15v - 29d (34%) | 32e de finale   |                                  |                                 |
| 2014-2015 | Pro B (2014-2015) | 11e         | 15e         | 7e          | 17v - 17d (50%) | 32e de finale   | Leaders Cup Pro B                | Phase de groupe                 |
| 2015-2016 | Pro B (2015-2016) | 9e          | 15e         | 4e          | 18v - 16d (53%) | 8e de finale    | Leaders Cup Pro B Playoffs Pro B | Demi-finale Quart de finale     |
| 2016-2017 | Pro B (2016-2017) | 3e          | 16e         | 1er         | 21v - 13d (62%) | 8e de finale    | Leaders Cup Pro B Playoffs Pro B | Phase de groupe Quart de finale |
| 2017-2018 | Pro B (2017-2018) | 5e          | 16e         | 4e          | 23v - 11d (68%) | 32e de finale   | Leaders Cup Pro B Playoffs Pro B | Phase de groupe Demi-finale     |
| 2018-2019 | Pro B (2018-2019) |             |             |             |                 |                 |                                  |                                 |

## Sources
- Ligue Nationale de Basket-ball

- Fédération Française de Basket-ball